# 368 Хайдея
368 Хайдея (368 Haidea) — астероїд головного поясу, відкритий 19 травня 1893 року Огюстом Шарлуа у Ніцці.
Тіссеранів параметр щодо Юпітера — 3,185.